# 21715 Паланіаппан
21715 Паланіаппан (21715 Palaniappan) — астероїд головного поясу, відкритий 8 вересня 1999 року.
Тіссеранів параметр щодо Юпітера — 3,608.